# العلاقات النيبالية النيجيرية
العلاقات النيبالية النيجيرية هي العلاقات الثنائية التي تجمع بين نيبال ونيجيريا.

## مقارنة بين البلدين
هذه مقارنة عامة ومرجعية للدولتين:
| وجه المقارنة                                              | نيبال                             | نيجيريا                     |
| --------------------------------------------------------- | --------------------------------- | --------------------------- |
| المساحة (كم2)                                             | 147.18 ألف                        | 923.77 ألف                  |
| عدد السكان (نسمة)                                         | 29.40 مليون                       | 190.89 مليون                |
| الكثافة السكانية (ن./كم²)                                 | 199.76                            | 206.64                      |
| العاصمة                                                   | كاتماندو                          | أبوجا، لاغوس                |
| اللغة الرسمية                                             | اللغة النيبالية                   | لغة إنجليزية، اللغة اليوربا |
| العملة                                                    | روبية نيبالية                     | نيرة نيجيرية                |
| الناتج المحلي الإجمالي (بليون دولار)                      | 24.47 مليار                       | 375.77 مليار                |
| الناتج المحلي الإجمالي (تعادل القوة الشرائية) بليون دولار | 70.20 مليار                       | 1.09 تريليون                |
| الناتج المحلي الإجمالي الاسمي للفرد دولار أمريكي          | 743                               | 2.64 ألف                    |
| الناتج المحلي الإجمالي للفرد دولار أمريكي                 | 2.37 ألف                          | 5.91 ألف                    |
| مؤشر التنمية البشرية                                      | 0.548                             | 0.514                       |
| رمز المكالمات الدولي                                      | +977                              | +234                        |
| رمز الإنترنت                                              | .np                               | .ng                         |
| المنطقة الزمنية                                           | UTC+05:45، التوقيت الموحد لنيبال ‏ | ت ع م+01:00                 |

## منظمات دولية مشتركة
يشترك البلدان في عضوية مجموعة من المنظمات الدولية، منها:
| علم المنظمة | اسم المنظمة                                                | تاريخ انضمام نيبال | تاريخ انضمام نيجيريا |
| ----------- | ---------------------------------------------------------- | ------------------ | -------------------- |
|             | مؤسسة التنمية الدولية                                      | 6 مارس 1963        | 14 نوفمبر 1961       |
|             | يونسكو                                                     | 1 مايو 1953        | 14 نوفمبر 1960       |
|             | مؤسسة التمويل الدولية                                      | 7 يناير 1966       | 30 مارس 1961         |
|             | منظمة حظر الأسلحة الكيميائية                               | ?                  | ?                    |
|             | الأمم المتحدة                                              | 14 ديسمبر 1955     | 7 أكتوبر 1960        |
|             | منظمة الشرطة الجنائية الدولية                              | ?                  | ?                    |
|             | البنك الدولي للإنشاء والتعمير                              | 6 سبتمبر 1961      | 30 مارس 1961         |
|             | الاتحاد البريدي العالمي                                    | ?                  | ?                    |
|             | المركز الدولي لتسوية المنازعات الاستشارية                  | 6 فبراير 1969      | 14 أكتوبر 1966       |
|             | وكالة ضمان الاستثمار متعدد الأطراف                         | 9 فبراير 1994      | 12 أبريل 1988        |
|             | العملية المشتركة للاتحاد الأفريقي والأمم المتحدة في دارفور | ?                  | ?                    |
|             | منظمة التجارة العالمية                                     | ?                  | ?                    |
|             | الفريق المعني برصد الأرض                                   | ?                  | ?                    |

## وصلات خارجية
- موقع وزارة الخارجية النيبالية
- موقع وزارة الخارجية النيجيرية